# Rascel Marine
Rascel Marine è un film italiano del 1958 diretto da Guido Leoni.

## Trama
Nel luglio del 1944, due sottomarini statunitensi e giapponesi si trovano nelle vicinanze di una sperduta isoletta dell'Oceano Pacifico e i due sergenti impartiscono l'ordine di conquistarla. Spediscono pattuglie di sette componenti e, durante l'esplorazione, si accorgono che l'isoletta in realtà è abitata da un indigeno, che vive lì con le sue giovani figlie, il quale indica a ciascuno strade diverse per giungere alla cima dell'unica montagna. I due caporali, senza saperlo, arrivano insieme a conquistare la vetta ma, una volta che si accorgono della presenza reciproca, inizia un conflitto a fuoco che in breve degenera in un bombardamento che distrugge la capanna dove vive l'indigeno.
Le due pattuglie trovano rifugio in una grotta e, costrette loro malgrado a fraternizzare, una volta terminato il bombardamento vengono obbligate dall'indigeno a costruire una nuova capanna. Durante i lavori, però, entrambi i caporali si innamorano delle due fanciulle, ricambiati; dopo aver celebrato un doppio matrimonio con rito e usanze locali cominciano schermaglie e invidie tra gli altri soldati, che rischiano di generare ulteriori conflitti e incomprensioni. La cosa rischia di protrarsi a lungo con una guerra ancora da combattere, ma sarà proprio lo scaltro e astuto indigeno a trovare la soluzione per accontentare tutti. Quando arriva la notizia che la guerra è finita, prenderanno una decisione.
Anni più tardi le due delegazioni americane e giapponese arrivano all'isoletta per una commemorazione credendo i loro soldati tutti scomparsi: senza farsi notare, e commuovendosi, gli stessi soldati protagonisti di quell'avventura, che hanno trasformato quel luogo in un posto pacifico, osserveranno con le loro mogli la cerimonia in loro ricordo.

## Distribuzione
Il film ottenne il visto di censura n. 28.287 dell'11 dicembre del 1958 con una lunghezza di 2.898 metri e venne dichiarato per tutti a condizione di tagliare due sequenze dove le figlie dell'indigeno fanno il bagno e si mostrano senza vestiti alla vista dei soldati mentre escono dall'acqua e dentro la nuova capanna da loro costruita.
Nella pubblicazione in DVD, avvenuta nel 2013 dalla Cristaldifilm, le scene sono state reintegrate. Nell'edizione in DVD sono presenti negli extra due interviste a Enrico Vaime e ad Enzo Garinei.

## Colonna sonora
Il brano dei titoli di testa, Caporal Boogie, composto da Renato Rascel e Gino Mazzocchi, è cantato da Renato Rascel.